# 1-й этап Кубка мира по биатлону 2009/2010
1-й этап Кубка мира по биатлону 2009—10
 Эстерсунд (2 — 6 декабря 2009 года)
| Гонка                                                                                  | Женщины | Мужчины |
| Индивидуальная гонка 1. 2 декабря 2009 Женщины: 15 км 2. 3 декабря 2009 Мужчины: 20 км | 1. Хелена Юнссон 43:01.4 (1) 2. Анна-Карин Улофссон-Зидек +26.2 (2) 3. Дарья Домрачева +1:16.4 (2) 4. Светлана Слепцова 5. Валя Семеренко 6. Оксана Хвостенко 7. Мари-Лор Брюне 8. Микела Понца 9. Ольга Медведцева 10. Елена Подгрушная Финишный протокол | 1. Эмиль-Хейле Свендсен 52:43.7 (1) 2. Тим Бёрк +35.5 (1) 3. Кристоф Зуман +49.5 (1) =4. Максим Чудов =4. Фридрих Пинтер 6. Бьёрн Ферри 7. Мартен Фуркад 8. Ларс Бергер 9. Михаэль Грайс 10. Жан-Филипп Легёйллек Финишный протокол      |
| Спринт 1. 5 декабря 2009 Женщины: 7,5 км 2. 5 декабря 2009 Мужчины: 10 км              | 1. Тура Бергер 21:21.5 (0) 2. Ольга Медведцева +6.8 (0) 3. Кайса Мякяряйнен +10.0 (0) 4. Хелена Юнссон 5. Сун Чаоцин 6. Кати Вильхельм 7. Елена Подгрушная 8. Ван Чуньли 9. Анна-Карин Улофссон-Зидек 10. Оксана Хвостенко Финишный протокол               | 1. Уле-Эйнар Бьёрндален 23:30.1 (0) 2. Эмиль-Хейле Свендсен +25.1 (1) 3. Тим Бёрк +37.2 (0) 4. Кристоф Штефан 5. Михаэль Грайс 6. Андреас Бирнбахер 7. Кристоф Зуман 8. Мартен Фуркад 9. Симон Фуркад 10. Арнд Пайффер Финишный протокол |
| Эстафета 1. 6 декабря 2009 Женщины: 4х6 км 2. 6 декабря 2009 Мужчины: 4х7,5 км         | 1. Германия 1:10:52.5 (0+9) (Бек, Хенкель, Хаусвальд, Вильхельм) 2. Россия +18.4 (0+9) (Слепцова, Булыгина, Зайцева, Медведцева) 3. Франция +1:25.2 (0+10) (Брюне, Бекар, Дорен, Байи) Финишный протокол                                                   | 1. Франция 1:15:10.3 (1+7) (Жей, Дефран, С. Фуркад., М. Фуркад) 2. Норвегия +13.7 (3+11) (Свендсен, Ус, Бергер, Бьёрндален) 3. Австрия +18.2 (1+7) (Месотич, Эдер, Ландертингер, Зуман) Финишный протокол                                |

Положение спортсменов в общем зачёте после первого этапа:
| 1.  | Хелена Юнссон        | 103 |
| 2.  | Тура Бергер          | 87  |
| =3. | Ольга Медведцева     | 86  |
| =3. | А.-К. Улофссон-Зидек | 86  |
| 5.  | Кайса Мякяряйнен     | 74  |

| 1. | Эмиль-Хейле Свеннсен | 114 |
| 2. | Тим Бёрк             | 102 |
| 3. | Кристоф Зуман        | 84  |
| 4. | Михаэль Грайс        | 72  |
| 5. | Мартен Фуркад        | 70  |